# Alutiiq/Sugpiaq
Alutiiq/sugpiaq, även kallade bara alutiiq eller bara sugpiaq (plural: sugpiat), är ett amerikanskt ursprungsfolk i södra och sydvästra Alaska. De tillhör den större gruppen yupik och har bebott kustområden som Prince William Sound, Kenaihalvön, Kodiaköarna (Kodiak Archipelago) med den stora Kodiakön (Kodiak Island) och Alaskahalvön (Aleut Peninsula eller Aleutian Peninsula) i över 7 500 år. Namnet "sugpiaq" betyder "riktig människa" (från suk = person och -piaq = verklig), medan "alutiiq" är en lokal anpassning av det ryska ordet för "aleut", ett namn som infördes under kolonialtiden och som inte ska förväxlas med ett annat ursprungsfolk, aleuter, som talar ett annat språk. Alutiiq/sugpiaq delas i sin tur in i två undergrupper baserat på dialekter; chugach (eller chugachmiut) och koniag (eller koniagmiut), eller i tre; chugach, unegkurmiut och qikertarmiut.

## Språk
Det traditionella språket kallas också alutiiq (även sugcestun på det egna språket, eller sugpiaq) och är nära besläktat med centraljupik (eller yupik, även Alaskajupik), även om de inte är ömsesidigt begripliga. Språket har två huvuddialekter:
- Koniag-dialekten: Talad på Kodiakön och Alaskahalvön. Endast 50 äldre personer pratade detta språk 2010.[6]
- Chugach-dialekten: Talas på Kenaihalvön och i Prince William Sound.

Idag finns det endast omkring 200–400 talare kvar, men revitaliseringsinsatser pågår, särskilt på Kodiak Island.

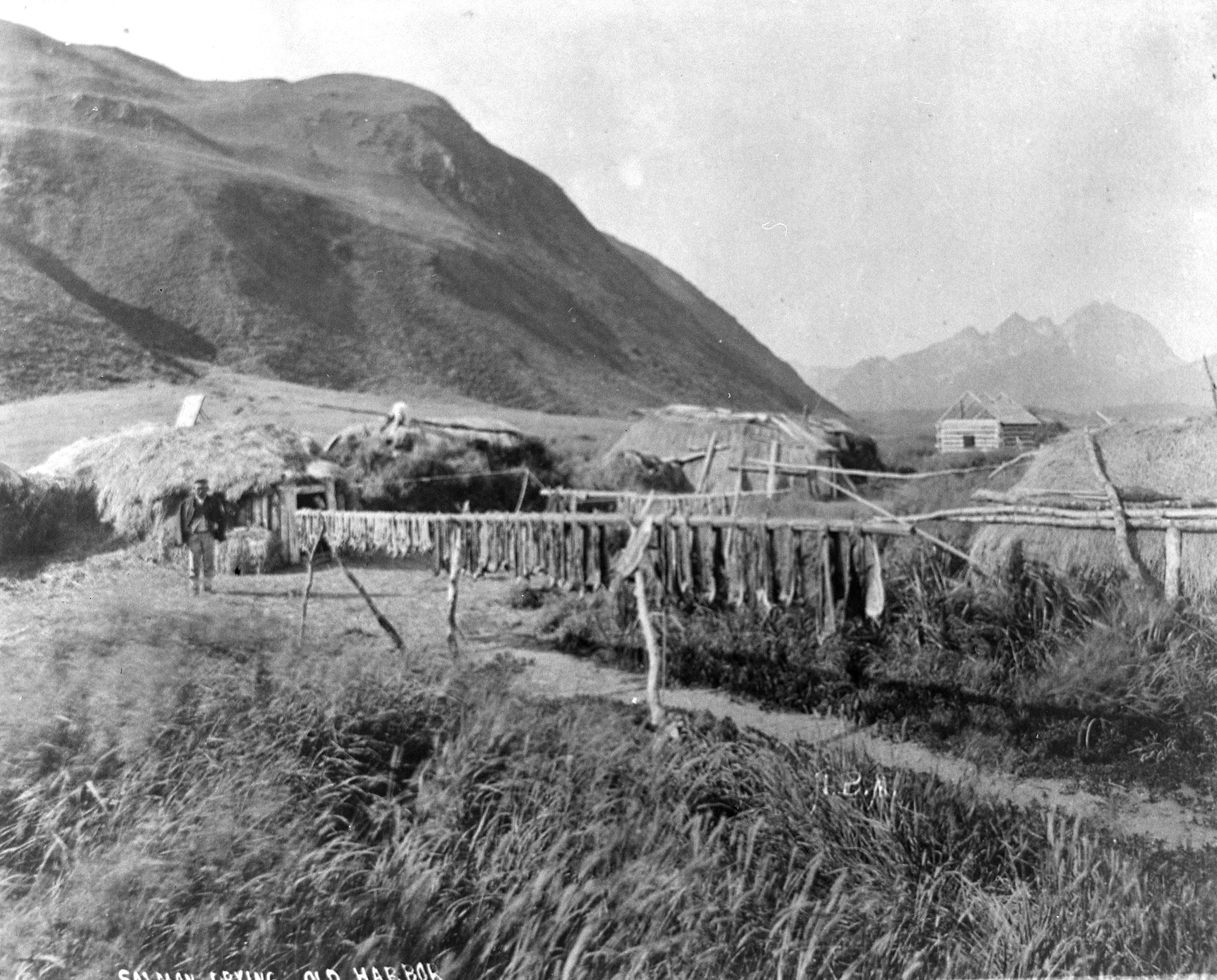
Torkställningar för lax i Old Harbor, Kodiakön, 1889. Fotograf: N. B. Miller.

## Historia och kontakt med européer
Alutiiq/sugpiaq var bland de första ursprungsfolken i Alaska som kom i kontakt med ryska upptäcktsresande, särskilt under Vitus Berings expedition 1741. Under den ryska kolonialtiden infördes ortodox kristendom, och många alutiiq konverterade. Senare påverkades de även av amerikansk och spansk närvaro.
År 1964 förstördes byn Chenega av en tsunami efter jordbävningen på långfredagen, och 1989 drabbades regionen hårt av Exxon Valdez-oljespillet, vilket påverkade det traditionella fisket och miljön.

## Kultur och samhällsliv
Alutiiq/sugpiaq är ett maritimt folk som traditionellt har levt av jakt på havsdäggdjur, fiske och insamling av växter. De använde kajaker (qayaq) och större båtar (angyaq eller umiak) för transporter och jakt. Traditionella bostäder, kallade ciqlluaq, var delvis nedgrävda och byggda för att klara det hårda kustklimatet.
Vintertid hölls ceremonier och fester i stora gemensamma hus, qasgiq, där man dansade, sjöng och utförde ritualer för att säkerställa fortsatt jaktlycka och gemenskap.

## Religion
Före kontakten med européer praktiserade alutiiq/sugpiaq en animistisk religion med starka band till naturen. Under den ryska kolonialtiden konverterade många till den ortodoxa kyrkan, och idag är en blandning av traditionella och kristna trosuppfattningar vanlig.

## Nutid
Idag bor uppskattningsvis mellan 4 000 och 12 000 alutiiq/sugpiaq i Alaska. Många är engagerade i att bevara sitt språk och sin kultur genom utbildning, museer och kulturella program. Alutiiq Museum på Kodiakön är en viktig institution för detta arbete.